# Helen Tolson
Helen Tolson (nascida em c.1888) foi um sufragista inglesa de Manchester, que atuou no Women's Social and Political Union. Ela foi repetidamente presa em 1908 e 1909.

## Ativismo
Em dezembro de 1908, Tolson, com 20 anos, foi presa com Patricia Tomlison e Joseph Salignet ao lado do Sun Hall, em Liverpool, onde David Lloyd George estava falando. O magistrado rejeitou o caso para evitar dar publicidade ao que entendeu como sendo um "comportamento estúpido". Em março de 1909, Tolson estava entre as sufragistas presas num protesto n Palácio de Westminster. Seu pai escreveu para o ministro, Herbert Gladstone, para queixar-se da violência policial. Em agosto, ela foi espancada por uma multidão que tinha vindo ouvir Winston Churchill e Herbert Samuel em Rushpool Hall, Saltburn-by-the-Sea.
Em setembro, ela e sua irmã Catherine estiveram entre as sufragistas presas por quebrar vidraças em White City, em Manchester, que aceitaram a prisão, em vez de pagar multas. Dois dias depois, elas foram liberadas depois de entrar em greve de fome. Em 4 de dezembro de 1909, Tolson, Dora Marsden e Winson Etherley foram presas por violação da paz, ao interromper uma aparição de Winston Churchill no Empire Theatre, em Southport. Acusações foram arquivadas no tribunal, na mesma semana.